# Falcon i Zimowy Żołnierz
Falcon i Zimowy Żołnierz (oryg. The Falcon and the Winter Soldier, także w finale sezonu Kapitan Ameryka i Zimowy Żołnierz, oryg. Captain America and the Winter Soldier) – amerykański superbohaterski superbohaterski dramatyczny z 2021 roku na podstawie komiksów o postaciach Sama Wilsona i Bucky’ego Barnesa wydawnictwa Marvel Comics. Twórcą serialu był Malcolm Spellman, który odpowiada za scenariusz; reżyserią zajęła się Kari Skogland. Tytułowe role zagrali Anthony Mackie i Sebastian Stan, a obok nich w głównych rolach wystąpili: Emily VanCamp, Wyatt Russell, Erin Kellyman, Julia Louis-Dreyfus, Florence Kasumba, Danny Ramirez, Georges St-Pierre, Adepero Oduye, Daniel Brühl i Don Cheadle.
Po wydarzeniach z Avengers: Koniec gry Sam Wilson łączy siły z Buckym Barnesem, by zwalczyć anarchistyczną grupę o nazwie Flag-Smashers.
Falcon i Zimowy Żołnierz jest częścią franczyzy Filmowego Uniwersum Marvela; należy do IV Fazy tego uniwersum i stanowi część jej drugiego rozdziału zatytułowanego Saga Multiwersum. Na 2025 rok została zapowiedziana filmowa kontynuacja, zatytułowana Kapitan Ameryka: Nowy wspaniały świat. Serial Falcon i Zimowy Żołnierz zadebiutował 19 marca 2021 roku w serwisie Disney+. Ostatni, szósty odcinek pojawił się 23 kwietnia. W Polsce cały serial udostępniony został 14 czerwca 2022 roku. Produkcja otrzymała pozytywne oceny od krytyków, a ponadto wiele nagród i nominacji, w tym 5 nominacji do Nagród Emmy.

## Obsada

### Główna
- Anthony Mackie jako Sam Wilson / Falcon, weteran sił powietrznych, który został przeszkolony do walki w powietrzu przy użyciu specjalnych skrzydeł. Został wyznaczony przez Steve’a Rogersa na swojego następcę jako Kapitan Ameryka i ostatecznie zdecydował się przyjąć ten tytuł[3][4].
- Sebastian Stan jako James „Bucky” Barnes / Zimowy Żołnierz, były zabójca Hydry. W czasach II wojny światowej był najlepszym przyjacielem Steve’a Rogersa, który rzekomo poniósł śmierć. Został jednak poddany ulepszeniom i praniu mózgu przez Hydrę i przeszkolony na zabójcę, a następnie wyleczony z podatności na hipnozę w Wakandzie, gdzie nazwany został Białym Wilkiem[3].
- Emily VanCamp jako Sharon Carter, była agentka T.A.R.C.Z.Y., która pracowała dla CIA i okazuje się być Dilerem Mocy[5][4].
- Wyatt Russell(inne języki) jako John Walker, następca Steve’a Rogersa jako Kapitan Ameryka, wykreowany przez rząd Stanów Zjednoczonych. Został pozbawiony tytułu i zaczął działać jako U.S. Agent[5][4].
- Erin Kellyman(inne języki) jako Karli Morgenthau, członek anarchistycznej grupy o nazwie Flag-Smashers[6].
- Julia Louis-Dreyfus jako Valentina Allegra de Fontaine, hrabina współpracująca z Walkerem[7].
- Florence Kasumba jako Ayo, członkini Dora Milaje[8].
- Danny Ramirez(inne języki) jako Joaquin Torres, porucznik sił powietrznych armii Stanów Zjednoczonych, który współpracuje z Wilsonem[9]
- Georges St-Pierre jako Georges Batroc, najemnik. St-Pierre powtórzył swoją rolę z filmu Kapitan Ameryka: Zimowy żołnierz[10].
- Adepero Oduye(inne języki) jako Sarah Wilson, siostra Sama[11]
- Daniel Brühl jako Helmut Zemo, terrorysta z Sokowii, który przebywał w więzieniu[3].
- Don Cheadle jako James „Rhodey” Rhodes, były oficer sił powietrznych armii Stanów Zjednoczonych wyposażony w zbroję War Machine[12].

### Drugoplanowa
| Polski dubbing |
| - Mateusz Damięcki jako Sam Wilson / Falcon - Marcin Hycnar jako James „Bucky” Barnes / Zimowy Żołnierz - Agnieszka Więdłocha jako Sharon Carter - Karol Dziuba jako John Walker - Eliza Rycembel jako Karli Morgenthau - Jolanta Fraszyńska jako Valentina Allegra de Fontaine - Ewa Prus jako Ayo - Piotr Kramer jako Joaquin Torres - Philippe Tłokiński jako Georges Batroc - Joanna Halinowska jako Sarah Wilson - Paweł Domagała jako Helmut Zemo - Tomasz Sapryk jako James „Rhodey” Rhodes - Jakub Kordas jako Dovich - Grażyna Wolszczak jako Christina Raynor - Cezary Morawski jako Yori Nakajima - Wojciech Zieliński jako Lemar Hoskins / Battlestar - Ryszard Doliński jako Isaiah Bradley - Jarosław Gajewski jako senator |

- Desmond Chiam(inne języki) jako Dovich, członek Flag-Smashers[14].
- Dani Deetté jako Gigi, członek Flag-Smashers[15].
- Indya Bussey jako DeeDee, członek Flag-Smashers[15].
- Chase River McGhee jako Cass Wilson, syn Sary Wilson[16].
- Aaron Haynes jako AJ Wilson, syn Sary Wilson[16].
- Amy Aquino jako Christina Raynor, terapeutka Bucky’ego[17].
- Ken Takemoto jako Yori Nakajima, ojciec zabitego przez Bucky’ego, RJ Nakajimy[18].
- Clé Bennett(inne języki) jako Lemar Hoskins / Battlestar, partner Walkera, który został zabity przez Karli Morgenthau[19].
- Renes Rivera jako Lennox, członek Flag-Smashers[20].
- Tyler Dean Flores jako Diego, członek Flag-Smashers[21].
- Noah Mills jako Nico, członek Flag-Smashers[15].
- Carl Lumbly(inne języki) jako Isaiah Bradley, weteran wojny koreańskiej, któremu podano serum superżołnierza[19].
- Elijah Richardson jako Eli Bradley, wnuk Isaiaha[19].
- Gabrielle Byndloss jako Olivia Walker, żona Johna Walkera[22].
- Charles Black jako Carlos, pracownik Wilson Family Seafood[23].
- Alphie Hyorth(inne języki) jako senator Stanów Zjednoczonych i przedstawiciel Global Repatriation Council[23].

### Gościnna
- Miki Ishikawa jako Leah, kelnerka w „Izzy”[18].
- Neal Kodinsky jako Rudy, właściciel kawiarenki internetowej, który pomaga grupie Flag-Smashers[24].
- Veronica Falcón(inne języki) jako Donya Madani, kobieta, która wychowywała Karli Morgenthau i zmarła w obozie przesiedleńczym na Łotwie[24].
- Imelda Corcoran jako Selby, przestępczyni w Madripoorze[25].
- Olli Haaskivi jako Wilfred Nagel, naukowiec, któremu udało się odtworzyć serum superżołnierza[15].
- Nicholas Pryor(inne języki) jako Oeznik, lokaj Zemo[21].
- Janeshia Adams-Ginyard jako Nomble, członkini Dora Milaje[26].
- Zola Williams jako Yama, członkini Dora Milaje[26].

## Emisja
Pierwszy odcinek serialu Falcon i Zimowy Żołnierz, zatytułowany Nowy ład (oryg. New World Order) zadebiutował 19 marca 2021 roku w serwisie Disney+, a ostatni, zatytułowany Jeden świat, jeden naród (oryg. One World, One People), zadebiutował 23 kwietnia tego samego roku. Całość składa się z 6 odcinków. W Polsce cały serial pojawił się 14 czerwca 2022 roku, równocześnie z uruchomieniem Disney+.
Pod koniec szóstego odcinka ujawniono alternatywny tytuł serialu: Kapitan Ameryka i Zimowy Żołnierz (oryg. Captain America and the Winter Soldier).
Premiera serialu początkowo była zapowiedziana na sierpień 2020 roku, jednak wskutek pandemii COVID-19 zdecydowano się przesunąć jego wydanie na 2021 rok.

## Lista odcinków
| Nr | Tytuł                       | Tytuł polski             | Reżyseria     | Scenariusz                    | Premiera (Disney+) | Premiera w Polsce (Disney+) |
| --- | --------------------------- | ------------------------ | ------------- | ----------------------------- | ------------------ | --------------------------- |
| 1 | New World Order             | Nowy ład                 | Kari Skogland | Malcolm Spellman              | 19 marca 2021      | 14 czerwca 2022             |
| Sześć miesięcy po przywróceniu drugiej połowy istnień wymazanych przez Thanosa Sam Wilson, przy wsparciu porucznika Joaquina Torresa, powstrzymuje Georgesa Batroca i grupę terrorystyczną LAF, którzy porwali samolot i wzięli zakładników nad Tunezją. Wilson, który otrzymał tarczę Kapitana Ameryki od Steve’a Rogersa, zmaga się z pomysłem przyjęcia tytułu Kapitana Ameryki i postanawia przekazać tarczę rządowi Stanów Zjednoczonych do muzeum. Bucky Barnes, który został niedawno ułaskawiony, chodzi na zleconą przez rząd terapię, podczas której omawia swoje próby naprawienia szkód, jakie wyrządził jako zabójca z wypranym mózgiem. Torres natrafia na sprawę innej grupy terrorystycznej, Flag-Smashers, którzy uważają, że życie było lepsze gdy nie było połowy istnień wymazanych przez Thanosa. Kiedy Flag-Smashers rabują bank Szwajcarii, Torres zostaje zraniony przez jednego z członków grupy, który okazuje się mieć nadludzką siłę. Informuje o tym Wilsona, który pojechał pomóc swojej siostrze Sarah w rodzinnym biznesie rybackim w Delacroix w stanie Luizjana. Rząd ogłasza Johna Walkera jako nowego Kapitana Amerykę. |                             |                          |               |                               |                    |                             |
| 2 | The Star-Spangled Man       | Symbol narodu            | Kari Skogland | Michael Kastelein             | 26 marca 2021      | 14 czerwca 2022             |
| Walker pojawia się w Good Morning America i w wywiadzie wyraża nadzieję, że będzie godnym następcą Steve’a Rogersa. Barnes spotyka się z Wilsonem i mówi mu, że powinien był zatrzymać tarczę. Później wspólnie udają się do Monachium, gdzie Flag-Smashers i ich przywódczyni Karli Morgenthau kradną transport leków. Wilson i Barnes atakują grupę, ale wszyscy terroryści posiadają nadludzką siłę i ich obezwładniają. Walker i Lemar Hoskins przybywają z pomocą, ale Flag-Smashers uciekają. Walker chce współpracować z Barnesem i Wilsonem, ale ci odmawiają. Barnes przedstawia Wilsonowi w Baltimore Isaiaha Bradleya, superżołnierza-weterana, który walczył z Zimowym Żołnierzem podczas wojny koreańskiej. Bradley odmawia im pomocy w odkryciu informacji o dodatkowych superżołnierzach z powodu swoich wcześniejszych doświadczeń z byciem więzionym przez rząd Stanów Zjednoczonych i Hydrę. Barnes zostaje aresztowany za brak wizyty na terapii, ale dzięki Walkerowi zostaje wypuszczony. Barnes i Wilson ponownie odmawiają współpracy z Walkerem, a Barnes sugeruje Wilsonowi, aby odwiedzili Helmuta Zemo w więzieniu.              |                             |                          |               |                               |                    |                             |
| 3 | Power Broker                | Diler Mocy               | Kari Skogland | Derek Kolstad                 | 2 kwietnia 2021    | 14 czerwca 2022             |
| Zemo oferuje pomoc w powstrzymaniu Flag-Smashers, więc Barnes aranżuje zamieszki w więzieniu, aby pomóc mu uciec. Podróżują do Madripoor, miasta przestępców rządzonego przez tajemniczego Power Brokera. Selby ujawnia, że Power Broker zatrudnił byłego naukowca Hydry, doktora Wilfreda Nagela, by odtworzył serum superżołnierza. Kiedy prawdziwa tożsamość Wilsona zostaje ujawniona Selby zostaje zabita, a wszyscy łowcy nagród w Madripoorze otrzymują zlecenia na Wilsona, Barnesa i Zemo. Sharon Carter, która żyła na wyspie jako zbieg, ratuje ich i razem z nimi udaje się do laboratorium Nagela. Tam dowiadują się, że stworzył on dwadzieścia dawek serum, które ukradła Morgenthau. Łowcy nagród atakują ich, a Zemo wykorzystuje chaos i zabija Nagela, a następnie ucieka z Barnesem i Wilsonem samochodem. Carter zostaje, a Wilson obiecuje, że zostanie ułaskawiona. Flag-Smashers napadają i wysadzają magazyn Światowej Rady Repatriacyjnej na Litwie, podczas gdy Zemo, Barnes i Wilson szukają ich na Łotwie. Barnes konfrontuje się z Ayo, członkinią Dory Milaje z Wakandy.                                                     |                             |                          |               |                               |                    |                             |
| 4 | The Whole World Is Watching | Cały świat patrzy        | Kari Skogland | Derek Kolstad                 | 9 kwietnia 2021    | 14 czerwca 2022             |
| Ayo daje Barnesowi osiem godzin na wykorzystanie Zemo, zanim zostanie on zabrany do Wakandy za zabójstwo ich króla T’Chaki. Zemo pomaga znaleźć Morgenthau na pogrzebie jej przybranej matki, gdzie pojawiają się również Walker i Hoskins. Wilson rozmawia samotnie z Morgenthau i próbuje przekonać ją do zakończenia przemocy, ale wtrąca się Walker i dochodzi do walki. Zemo niszczy większość serum, zanim zostaje zatrzymany przez Walkera, który potajemnie bierze ostatnią fiolkę. Ayo i Dora Milaje przychodzą po Zemo, ale Walker odmawia wydania go. Dora Milaje pokonują w walce Walkera, a Zemo ucieka. Morgenthau grozi Sarah zmuszając Wilsona do spotkania się z nią, by spróbować przekonać go, by do niej dołączył. Walker i Hoskins walczą z pozostałymi członkami Flag-Smashers. Następnie dochodzi do kolejnej walki, w której Morgenthau przypadkowo zabija Hoskinsa. Rozwścieczony śmiercią przyjaciela i pod wpływem zażytego serum, Walker używa tarczy, by zabić jednego z Flag-Smashers na oczach przerażonych przechodniów, którzy filmują jego działania.                                                                     |                             |                          |               |                               |                    |                             |
| 5 | Truth                       | Prawda                   | Kari Skogland | Dalan Musson                  | 16 kwietnia 2021   | 14 czerwca 2022             |
| Wilson i Barnes żądają, by Walker oddał tarczę, co prowadzi do walki, w której Walker niszczy wingsuit Wilsona. Wilson i Barnes zabierają tarczę łamiąc przy tym ramię Walkera. Barnes odnajduje Zemo w Sokowii i przekazuje go Dora Milaje, a Walker zostaje zwolniony ze służby i pozbawiony tytułu Kapitana Ameryki. Po rozprawie do Walkera podchodzi Valentina Allegra de Fontaine. Wilson zostawia uszkodzony wingsuit u Torresa i udaje się do Bradleya, który uważa, że czarnoskóry człowiek nie może i nie powinien być Kapitanem Ameryką. Wilson wraca do domu i wspólnie z kilkoma mieszkańcami i Barnesem pomaga naprawić rodzinną łódź. Barnes przywozi Wilsonowi teczkę z Wakandy. Barnes i Wilson trenują z tarczą i zgadzają się zapomnieć swojej przeszłości i współpracować. Flag-Smashers planują atak na konferencję Światowej Rady Repatriacyjnej w Nowym Jorku i dołącza do nich Batroc, którego Carter potajemnie wynajęła. W scenie pomiędzy napisami Walker buduje nową tarczę ze złomu i swoich medali wojennych. |                             |                          |               |                               |                    |                             |
| 6 | One World, One People       | Jeden świat, jeden naród | Kari Skogland | Malcolm Spellman Josef Sawyer | 23 kwietnia 2021   | 14 czerwca 2022             |
| Ubrany w nowy strój Kapitana Ameryki i wingsuit z Wakandy, Wilson leci do Nowego Jorku, by powstrzymać atak Flag-Smashers z pomocą Barnesa, Carter i Walkera. Carter przypadkowo ujawnia Batrocowi, że jest Power Brokerem i zabija go, a Wilson próbuje przemówić Morgenthau do rozsądku, jednak Carter również ją zabija. Wilson przekonuje Światową Radę Repatriacyjną, by odroczyła przymusową relokację wysiedleńców, za których zginęła Morgenthau walcząc o pomoc. Pozostali wzmocnieni serum Flag-Smashers zostają złapani przez Barnesa i Walkera i wysłani do więzienia Raft, ale po drodze zostają zabici przez Oeznika, lokaja Zemo. De Fontaine daje Walkerowi nowy mundur i kryptonim: US Agent. Barnes stara się naprawić krzywdy wszystkim, których skrzywdził jako Zimowy Żołnierz, a Wilson pokazuje Bradleyowi część wystawy poświęconej jemu w muzeum Kapitana Ameryki. W scenie pomiędzy napisami, po otrzymaniu pełnego ułaskawienia, Carter powraca do CIA i zamierza wykorzystać ten dostęp do sprzedaży tajemnic rządowych. |                             |                          |               |                               |                    |                             |

## Produkcja

### Rozwój projektu

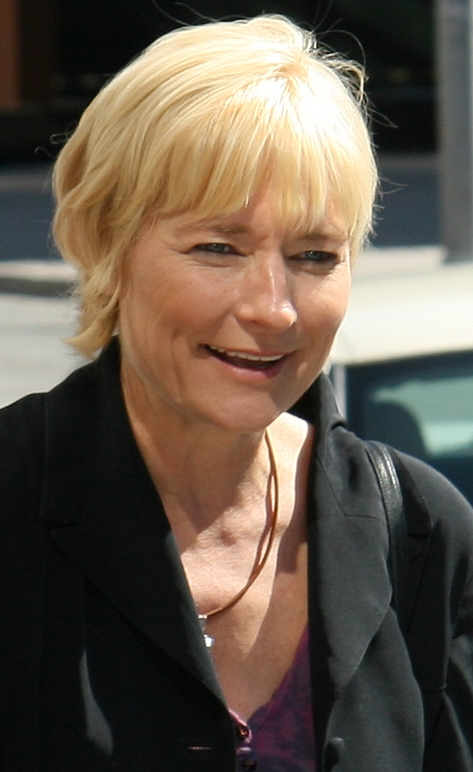
Kari Skogland, reżyser serialu

We wrześniu 2018 roku ujawniono, że Marvel Studios pracuje nad kilkoma limitowanymi serialami na potrzeby serwisu Disney+, które skoncentrowane mają być wokół postaci drugoplanowych z filmów Filmowego Uniwersum Marvela. Aktorzy z filmów mieli powtórzyć swoje role w tych serialach. Każdy z seriali przewidziany został na 6 do 8 odcinków z budżetem porównywalnym dla produkcji filmowych studia. Kevin Feige miał odpowiadać za te seriale podobnie jak w przypadku filmów, których jest producentem.
Malcolm Spellman był jednym z kilku scenarzystów, który został poproszony o przedstawienie swojej wizji na serial, który miał się koncentrować na postaciach Sama Wilsona / Falcona i Bucky’ego Barnesa / Zimowego Żołnierza. Feige uznał, że filmy MCU nie pokazały wystarczająco tych dwóch postaci, a reakcja publiczności na ich „zabawną dynamikę” w filmach Kapitan Ameryka: Zimowy żołnierz (2014) i Kapitan Ameryka: Wojna bohaterów (2016) spowodowała, że chciał, by studio zagłębiło się bardziej w historię tych postaci. Sebastian Stan porównywał ten pomysł do filmów komediowych, takich jak Zdążyć przed północą (1988) i 48 godzin (1982). Każdy scenarzysta opracował swoją wizję serialu z jednym z producentów Marvel Studios. Spellman pracował z Nate’em Moore’em, a jego wizja koncentrowała się na rasie i tożsamości. 48 godzin, Ucieczka w kajdanach (1958), Zabójcza broń (1987) i Godziny szczytu (1998) były dla niego inspiracją jako filmy z gatunku buddy-comedy, które poruszały również kwestie rasowe. W październiku tego samego roku Spellman został zatrudniony na stanowisko głównego scenarzysty serialu. Feige uznał, że Spellman jest odpowiednią osobą do tego zadania, ponieważ rozumiał, co jest potrzebne, by serial był zabawny i pełen akcji będąc jednocześnie czarnoskórym scenarzystą telewizyjnym, dzięki czemu posiadał punkt widzenia potrzebny do opowiedzenia historii o Wilsonie, którą studio chciało pokazać.
W kwietniu 2019 roku Marvel i Disney oficjalnie zapowiedzieli serial zatytułowany The Falcon and the Winter Soldier. W następnym miesiącu ujawniono, że składający się 6 odcinków serial wyreżyseruje w całości Kari Skogland. W tym samym miesiącu ujawniono, że serial będzie wchodził w skład IV Fazy uniwersum. Feige, Louis D’Esposito, Victoria Alonso, Moore, Skogland i Spellman zostali producentami wykonawczymi. W lipcu 2022 roku wyjawiono, że serial jest częścią Sagi Multiwersum.

### Scenariusz
Wspólnie z Malcolmem Spellmanem nad scenariuszem do serialu pracowali: Michael Kastelein, Derek Kolstad, Dalan Musson i Josef Sawyer. Kolstad dołączył do zespołu w lipcu 2019 roku. Wydarzenia w serialu zostały umiejscowione sześć miesięcy po filmie Avengers: Koniec gry (2019), w którym Steve Rogers przekazuje Samowi Wilsonowi swoją tarczę i tytuł Kapitana Ameryki. Kevin Feige wyjawił, że kiedy Marvel Studios otrzymało możliwość zrealizowania serialu telewizyjnego dla Disney+, postanowili rozszerzyć to na całą historię o Wilsonie, ukazującą czarnoskórego mężczyznę, który zostaje Kapitanem Ameryką. Kari Skogland nazwała serial „historią o pierwszym czarnoskórym Kapitanie Ameryce”. Anthony Mackie nie miał początkowo przekonania, co do serialu, ponieważ obawiał, że nie będzie on w stanie dorównać jakością filmom MCU; nie chciał, by czarnoskóry aktor był głównym bohaterem pierwszej porażki Marvela, ale zmienił zdanie po przeczytaniu scenariusza Spellmana. Serial ukazuje Wilsona jako „zwykłego faceta” w świecie superbohaterów, a kwestionowanie przez Wilsona tytułu Kapitana pochodziło od tego, że jako czarnoskóry mężczyzna wiedział, że „nie możesz być tą samą osobą w każdym pokoju do którego wchodzisz, ponieważ każda osoba, którą spotkasz, oczekuje innej osoby”. Spellman  miał nadzieję, że serial wywrze pozytywny wpływ na czarnoskórą młodzież, podobnie jak zrobiła to Czarna Pantera (2018). Zwrócił uwagę na fakt, że ponad połowa scenarzystów serialu była również czarnoskóra, co wzmocniło wizerunek Wilsona w produkcji jako „zdecydowanie czarnej postaci”. Mackie powiedział, że przejmuje schedę pozostawioną przez gwiazdę Czarnej Pantery, Chadwicka Bosemana, który zmarł w sierpniu 2020 roku. Stan wyjaśnił, że Barnes czuje się opiekuńczy wobec dziedzictwa Rogersa i chce, by Wilson został Kapitanem Ameryką, ponieważ był on wyborem Rogersa. Wątpliwości, jakie Wilson ma co do przyjęcia tej roli, stają się jego konfliktem wewnętrznym, na którym opiera się seria. Jeśli chodzi o postęp Wilsona w serii od niechętnego władania tarczą do ostatecznego jej użycia, Skogland wskazała, że musi „zaangażować się zarówno w publiczną jak i w prywatną dyskusję o tym, co to znaczy dla czarnoskórego człowieka podnieść tak kultowy historycznie biały symbol”, co pomogłoby mu określić, co to znaczy być bohaterem we współczesnym społeczeństwie, w porównaniu z sytuacją Rogersa, który został Kapitanem Ameryką w latach czterdziestych XX wieku. Skogland stwierdziła, że ważne jest to, by widzowie śledzili tę historię razem z Wilsonem, ponieważ „tarcza oznacza różne rzeczy dla różnych ludzi” i należy pokazać wszystkie jej aspekty jako symbolu.
Feige wyjawił, że serial będzie bardziej odzwierciedleniem prawdziwego świata niż poprzednie projekty MCU, natomiast kompozytor, Henry Jackman, stwierdził, że będzie on dotyczył „mniej wygodnych… poważniejszych kwestii”, takich jak kto powinien trzymać tarczę i jak czarnoskóry mężczyzna czułby się zostając Kapitanem Ameryką. Skogland dodała, że inne aktualne „trudne do omówienia kwestie”, które eksploruje serial, obejmują idee patriotyzmu i ekstremizmu zadając pytania: „Kto jest Amerykaninem i kto może decydować o zasadach, którymi rządzi się ten kraj? Co skłania ludzi do podejmowania ekstremalnych działań w imię tego, co uważają za patriotyzm?” Skogland zauważyła, że Kapitan Ameryka zawsze był wykorzystywany do zgłębiania idei politycznych, od pierwszego komiksu bohatera w 1941 roku, w którym przedstawiono go uderzającego Adolfa Hitlera. Stan powiedział, że widzowie będą mogli zauważyć porównanie wydarzeń z serialu do szturmu na Kapitol Stanów Zjednoczonych w 2021 roku choć było to niezamierzone, ponieważ serial został napisany przed tym wydarzeniem.
Moment, w którym połowa życia we wszechświecie zniknęła w filmie Avengers: Wojna bez granic (2018) i powróciła podczas Końca gry, jest ukazany jako główne źródło konfliktu w Falconie i Zimowym Żołnierzu. Spellman zwrócił uwagę, że dążono do tego, by ten kryzys był czymś, z czym widzowie mogliby się identyfikować i porównywał to wydarzenie do pandemii COVID-19 określając je jako „świat dążący do stabilności po globalnej katastrofie”. Czuł, że takie przeżycia mogą zjednoczyć lub podzielić. Jeden z antagonistów serii to anarchistyczna, anty-patriotyczna grupa Flag-Smashers, która wierzy, że świat był lepszy podczas gdy brakowało połowy ludności. Współproducentka Zoie Nagelhout i Nate Moore powiedzieli, że serial ukaże próby ustalenia tożsamości Wilsona i Barnesa, a Spellman dodał, że tożsamość jest jednym z głównych tematów serialu, a historia pokazana w Falconie i Zimowym Żołnierzu zmusza Wilsona, Barnesa, Sharon Carter i Helmuta Zemo do „przemyślenia tego, jak widzą siebie i skonfrontowania się z tym, jak widzi ich świat”.
Jackman opisał serial jako dramat psychologiczny, natomiast Mackie i Stan uznali, że jest to połączenie pełnego akcji filmu superbohaterskiego z „buddy-comedy”. Stan porównał ton serii do bardziej realistycznego i uziemionego filmu MCU Kapitan Ameryka: Zimowy żołnierz (2014). Dodał, że czas trwania dłuższy niż film pozwolił serialowi zgłębić życie osobiste tytułowych bohaterów i pokazać, jak wygląda dzień każdego z nich. Stan powiedział również, że połączy istniejące relacje bohaterów z ich pozaekranową dynamiką. Spellman chciał pozwolić aktorom pokazać swoje umiejętności, a nie tylko skupić się na akcji. Autorzy serialu odwoływali się również do różnych wywiadów przeprowadzonych przez Mackiego i Stana, by pomóc stworzyć relacje i dynamikę pomiędzy postaciami. Skogland i Spellman zauważyli, że Wilson i Barnes niekoniecznie są przyjaciółmi, ale mają Rogersa jako „wspólny mianownik”. Bez Rogersa ich relacja jest na nowo odkrywana i zmuszona do rozwoju.
Jeszcze przed zatrudnieniem Spellmana podjęto decyzję o włączeniu do serialu postaci Zemo i Valentiny Allegry de Fontaine oraz to, że Carter będzie Dilerem Mocy. Zdecydowanie się na to, że to Carter ma być Dilerem Mocy zostało zainspirowane komiksem Captain America z lat dziewięćdziesiątych, w którym Carter została wyrzucona z T.A.R.C.Z.Y.. Anthony i Joe Russo oraz Christopher Markus i Stephen McFeely, reżyserzy i scenarzyści Avengers: Wojna bez granic i Koniec gry, wielokrotnie próbowali włączyć Carter do tych filmów, ale ostatecznie nie dali rady ze względu na ogromną ilość innych postaci. Kiedy rozpoczęły się prace nad serialem, Moore uznał, że koncepcja Falcona i Zimowego Żołnierza „stanie się historią Sharon Carter”.
Spellman stworzył serię korzystając ze swojej ogólnej wiedzy na temat publikacji Marvel Comics i Filmowego Uniwersum Marvela, a także wiedzy Moore’a i Nagelhout zamiast opierać ją na konkretnych komiksach. Mimo to wymienił komiks Truth: Red, White & Black z 2003 roku jako mający duży wpływ na serial. Moore nie polubił tego komiksu, ale spodobały mu się zawarte w nim pomysły i czuł, że Spellman, który zdecydowanie opowiadał się za wykorzystaniem elementów komiksu, w inteligentny sposób zintegrował te elementy historii z serialem. Skogland wyjawiła, że scenarzyści stworzyli unikalne postacie dla serialu i powrócili do komiksów, aby znaleźć odpowiednie nazwy, które pasują do ich archetypów, nawet jeśli nie są one bezpośrednim tłumaczeniem tego, w jaki sposób zostały użyte w komiksach; przykładem tego byli Flag-Smashers. Kolstad wyznał, że interesujące jest wzięcie drugoplanowych postaci z filmów i umieszczenie ich w głównych rolach w serialu. Wraz z przejęciem 21st Century Fox przez The Walt Disney Company, które umożliwiło Marvel Studios odzyskanie praw filmowych do X-Men i Fantastycznej Czwórki, studio mogło włączyć związane z nimi elementy do serialu. Dotyczyło to między innymi miasta Madripoor. Przed premierą serialu Spellman wyjawił, że istnieją trzy nieujawnione projekty studia, o których wie, że będą powiązane z serialem.

### Casting
W kwietniu 2019 roku potwierdzono, że Anthony Mackie i Sebastian Stan powtórzą role Sama Wilsona / Falcona i Bucky’ego Barnesa / Zimowego Żołnierza. Miesiąc później poinformowano, że Daniel Brühl i Emily VanCamp negocjują role w serialu. W lipcu 2019 roku potwierdzono powrót Brühla jako Helmuta Zemo, a miesiąc później VanCamp w roli Sharon Carter. Wtedy też ujawniono, że Wyatt Russell został obsadzony jako John Walker. W listopadzie ujawniono, że do obsady dołączyła Adepero Oduye, a miesiąc później poinformowano, że w serialu zagrają również Desmond Chiam i Miki Ishikawa.
Noah Mills dołączył do obsady w styczniu 2020 roku, a Carl Lumbly miesiąc później. We wrześniu 2020 roku ujawniono, że Georges St-Pierre powtórzy swoją rolę z filmu Kapitan Ameryka: Zimowy żołnierz oraz że w obsadzie znalazła się również Erin Kellyman. W październiku poinformowano, że Danny Ramirez zagra w serialu.
W lutym 2021 roku ujawniono, że w serialu pojawi się Don Cheadle jako James Rhodes. Julia Louis-Dreyfus została obsadzona w roli Valentiny Allegry de Fontaine. Jej postać początkowo miała zadebiutować w filmie Czarna Wdowa, jednak wskutek przesunięć premiery filmu związanych z pandemią COVID-19, jej pierwszym występem okazał się Falcon i Zimowy Żołnierz. Ponadto swoje role z filmów franczyzy powtórzyły: Florence Kasumba jako Ayo oraz Janeshia Adams-Ginyard i Zola Williams jako Nomble i Yama.

### Scenografia i kostiumy
Scenografią do serialu Falcon i Zimowy Żołnierz zajął się Raymond Chan, a kostiumy zaprojektował Michael Crow. Chan i producenci chcieli nadać serialowi „globalny charakter”. Większość zdjęć była realizowana w plenerze. W Pinewood Studios w Atlancie zbudowano wnętrze domu Sama Wilsona. Natomiast zdjęcia zewnętrza domu nakręcono w starej ruinie nad rzeką Savannah, którą Chan znalazł. Jednym z większych planów zbudowanych przez Chana i jego zespół był Madripoor, które stworzono w jednej z uliczek w Griffin w Atlancie. Zespół produkcyjny pierwotnie planował kręcić sceny z Madripooru w południowo-wschodnich krajach Azji, takich jak Mjanma, Tajlandia i Wietnam, ale nie powiodło się to z powodu trudności z harmonogramem.
Lokalizacja Madripoor czerpała ze stylu i kultury azjatyckiej i została podzielona na dwa regiony, Hightown i Lowtown. Chan i dyrektor artystyczna Jennifer Bash zbadali Wietnam i zainspirowali się klaustrofobiczną przestrzenią, w której żyli ludzie. Crow dodał również, że „ogólną ideą było stworzenie czegoś, co nie miało określonego czasu ani określonego miejsca". Wybierając paletę kolorów do tej lokacji, Crow użył zieleni, brązu, szarości oraz  ciemniejszych odcieni niebieskiego i fioletu. Przestudiowano również gangi, mafie i grupy przestępcze z całego świata i uwzględniono to w projekcie. Chan zaprojektował stalowe mosty i zlecił wykonanie wielu niestandardowych neonów i ponad 80 kasetonów świetlnych. Brass Monkey Saloon miał sprawiać wrażenie, że „wyłania się z cegieł” mostu. W Brass Monkey znajdowało się akwarium ze stoma złotymi rybkami oranda, a artysta graffiti z Los Angeles, Jake, ozdobił ścianę „wyjątkowym stylem sztuki gangsterskiej”.
Muzeum Smithsonian w ostatnim odcinku serialu zostało uzupełnione w stosunku do tego, jak zostało pokazane w pierwszym odcinku. Oryginalne dekoracje i rekwizyty zostały wysłane do Atlanty w celu ich sfilmowania. Chan powiedział, że współczesne wyświetlacze były inspirowane pokazami mody. Przy budowaniu scenografii muzeum wykorzystano te same neony i kasetony świetlne, których użyto przy Madripooru. Zaprojektowano również interaktywne monitory, a rzeźba Isiaha Bradleya została stworzona wyłącznie na potrzeby odcinka.
Crow wykorzystał przy ubiorze Sama Wilsona więcej kolorów i tekstur, by pasowały do stonowanej palety kolorów serialu. Chciał, aby Luizjana symbolizowała „szczęśliwe miejsce w jego życiu”, ponieważ reszta serialu była „mroczniejsza i nastrojowa”. W przypadku Bucky’ego inspirował się klasycznym stylu americana i chciał, aby miał ten sam ton, co Steve Rogers, ponieważ uważał, że obie postacie są podobne, ponieważ żyli w latach czterdziestych i utknęli we współczesnym świecie. Kostiumy dla superbohaterów zostały zaprojektowane przez zespół ludzi z Marvel Studios na podstawie ilustracji z pomocą działu kostiumów. Podczas tworzenia kostiumu Kapitana Ameryki dla Wilsona zdecydowano się na większą ilość bieli i włączenie elementów z Wakandy. Strój Walkera jako Kapitana Ameryki był bardziej ustrukturyzowany i ciemniejszy. Wzmocniono również ramiona, aby Walker czuł się bardziej masywny niż Rogers. Płaszcz Zemo miał wyglądać jak „stary sokowiański mundur wojskowy” i czerpał inspirację z tradycyjnej słowiańskiej odzieży oraz polskich i rosyjskich płaszczy z II wojny światowej. Dodano do niego futro, by był wierny komiksom. Crow chciał, by każdy członek Flag-Smashers miał odrębny styl, ale jednocześnie świadczący o przynależności do grupy. Opisał ich kostiumy jako „ugruntowane”, „interesujące” i „wyjątkowe”. Konsultował się z aktorami przed zaprojektowaniem ich kostiumów. Dodatkowo postanowił, aby były minimalistyczne, ponieważ chciał, aby czuli się, jakby pochodzili z obozów dla uchodźców.

### Zdjęcia i postprodukcja
Zdjęcia do serialu rozpoczęły się 31 października 2019 roku w Pinewood Studios w Atlancie pod roboczym tytułem Tag Team. Anthony Mackie porównał produkcję do filmu MCU określając ją, jak realizację sześciogodzinnego filmu, który następnie został podzielony na pojedyncze odcinki zamiast kręcić jeden odcinek na raz. Reżyser serialu, Kari Skogland, inspirowała się filmami Davida Leana, filmem Nocny kowboj (1969) oraz francuską produkcją Nietykalni (2011). Zdjęcia lokacyjne realizowano od listopada 2019 do lutego 2020 roku w Atlancie. Ulice i dzielnice Atlanty zostały wykorzystane w serialu do scenerii Nowego Jorku, Baltimore, Luizjany i Waszyngtonu. Kręcenie zdjęć odbyło się również w bazach Dobbins Air Reserve Base w Marietta i Maxwell Air Force Base w Atmore. W połowie stycznia 2020 roku zdjęcia miały się przenieść do Arecibo na Portoryko, jednak wskutek trzęsienia ziemi zostały one zawieszone.
Na początku marca produkcja przeniosła się do Pragi w Czechach na 3 tygodnie. 14 marca 2020 roku produkcja została wstrzymana z powodu pandemii COVID-19 i została wznowiona dopiero w sierpniu w studiach w Atlancie. We wrześniu kręcono sceny w Atlantic Station. Zdjęcia w Pradze zostały wznowione 10 października. Nakręcono wtedy między innymi sceny na Cmentarzu Olszańskim i w Kościele Świętego Gabriela. Prace na planie zakończyły się 23 października. Za zdjęcia odpowiadał P.J. Dillon.
Podczas gdy produkcja zdjęć została wstrzymana z powodu pandemii, kontynuowano prace postprodukcyjne nad serialem. Za montaż odcinków odpowiadali: Jeffrey Ford, Kelley Dixon, Todd Desrosiers i Rosanne Tan.
Efekty specjalne zostały stworzone przez studia produkcyjne: Cantina Creative, Crafty Apes, Digital Frontier FX, Industrial Light & Magic, QPPE, Rodeo FX, Sony Pictures Imageworks, Stereo D, Technicolor VFX, Tippett Studio, Trixter i Weta Digital, a odpowiadał za nie Eric Leven. Stworzono ponad 2500 ujęć z efektami specjalnymi. Rodeo FX pracowało przy czterech odcinkach serialu, między innymi przy scenie walki na dachu ciężarówki oraz scenach w Madripoorze, w tym w Brass Monkey Saloon. Weta Digital przygotowała scenę pościgu Falcona nad kanionem z pierwszego odcinka. Sony Pictures Imageworks stworzyła finałową walkę w Nowym Jorku.
Napisy końcowe serii zostały stworzone przez studio Perception, które inspirowało się ideologicznym i politycznym przesłaniem serialu. Projekt ukazuje warstwy naklejonych plakatów propagandowych oraz graffiti na zniszczonych murach miasta. Studio umieściło w nich różne ukryte wiadomości nawiązując do: Porozumień z Sokowii, Thaddeusa Rossa, Karli Morgenthau i Flag-Smashers, Dilera Mocy, prób odtworzenia programu Kapitana Ameryki, przeszłości Bucky’ego oraz Madripooru i Brass Monkey Saloon.

## Muzyka
W grudniu 2020 roku poinformowano, że Henry Jackman skomponuje muzykę do serialu. Wtedy też Jackman rozpoczął prace nad muzyką. Ze względu na kilkuletnią przerwę w pracy nad muzyką do produkcji franczyzy, przygotował on sobie składankę obejmującą różne motywy, orkiestracje i harmonie ze swoich wcześniejszych kompozycji do filmów Kapitan Ameryka: Zimowy żołnierz i Kapitan Ameryka: Wojna bohaterów, by przypomnieć sobie tą pracę i ją zorganizować. Muzyka została nagrana przy udziale 53-osobowej orkiestry w Berlinie.
Jackman wyjawił, że format serialu pozwolił mu na napisanie szerszej gamy muzyki niż do filmów. Pomimo że nadal potrzebne było stworzenie utworów do dużych sekwencji akcji, to równocześnie mógł napisać spokojniejsze i oparte na postaciach kompozycje. Różnorodne lokacje pozwoliły Jackmanowi również na eksplorację muzyki specyficznej dla danego środowiska: blues w historii Sama Wilsona w Luizjanie i muzyka elektroniczna w Madripoorze. Jackman wykorzystał kilka skomponowanych przez siebie motywów z filmów w serialu. Rozwinął motyw z Zimowego żołnierza o Falconie do pełnego i klasycznego motywu o superbohaterze, który połączył z elementami bluesa. Utwór ten został zatytułowany „Louisiana Hero” i został wydany 26 marca 2021 roku jako singel. Również z Zimowego żołnierza wykorzystał motyw przy retrospekcjach Bucky’ego jako zabójcy. Natomiast z Wojny bohaterów powrócił do motywu związanego z Helmutem Zemo.
Ścieżka dźwiękowa z muzyką Jackmana została wydana w dwóch częściach przez Hollywood Records i Marvel Music. Pierwsza, The Falcon and the Winter Soldier: Vol. 1 – Episodes 1–3 Original Soundtrack, ukazała się 9 kwietnia 2021 roku, a druga - The Falcon and the Winter Soldier: Vol. 2 – Episodes 4–6 Original Soundtrack - pojawiła się 30 kwietnia tego samego roku.
| The Falcon and the Winter Soldier: Vol. 1 – Episodes 1–3 Original Soundtrack – 2021 | The Falcon and the Winter Soldier: Vol. 1 – Episodes 1–3 Original Soundtrack – 2021 | The Falcon and the Winter Soldier: Vol. 1 – Episodes 1–3 Original Soundtrack – 2021 | The Falcon and the Winter Soldier: Vol. 1 – Episodes 1–3 Original Soundtrack – 2021 |
| Nr                                                                                  | Tytuł utworu                                                                        | Autor                                                                               | Długość                                                                             |
| ----------------------------------------------------------------------------------- | ----------------------------------------------------------------------------------- | ----------------------------------------------------------------------------------- | ----------------------------------------------------------------------------------- |
| 1.                                                                                  | „Louisiana Hero”                                                                    | H. Jackman                                                                          | 2:14                                                                                |
| 2.                                                                                  | „Tough Act to Follow”                                                               | H. Jackman                                                                          | 1:16                                                                                |
| 3.                                                                                  | „Airborne Operation”                                                                | H. Jackman                                                                          | 5:56                                                                                |
| 4.                                                                                  | „Smithsonian Tribute”                                                               | H. Jackman                                                                          | 0:53                                                                                |
| 5.                                                                                  | „Nightmares”                                                                        | H. Jackman                                                                          | 1:22                                                                                |
| 6.                                                                                  | „What Do You Want?”                                                                 | H. Jackman                                                                          | 1:22                                                                                |
| 7.                                                                                  | „Pluck Up the Nerve”                                                                | H. Jackman                                                                          | 1:53                                                                                |
| 8.                                                                                  | „New Agitators”                                                                     | H. Jackman                                                                          | 1:13                                                                                |
| 9.                                                                                  | „The Wrong Guy”                                                                     | H. Jackman                                                                          | 1:38                                                                                |
| 10.                                                                                 | „America’s Sweetheart”                                                              | H. Jackman                                                                          | 1:05                                                                                |
| 11.                                                                                 | „No Parachute”                                                                      | H. Jackman                                                                          | 1:29                                                                                |
| 12.                                                                                 | „Stakeout”                                                                          | H. Jackman                                                                          | 1:39                                                                                |
| 13.                                                                                 | „Outmatched”                                                                        | H. Jackman                                                                          | 2:46                                                                                |
| 14.                                                                                 | „Safe House”                                                                        | H. Jackman                                                                          | 2:41                                                                                |
| 15.                                                                                 | „Someone You Should Meet”                                                           | H. Jackman                                                                          | 1:09                                                                                |
| 16.                                                                                 | „Overlooked For Promotion”                                                          | H. Jackman                                                                          | 1:20                                                                                |
| 17.                                                                                 | „Warranted Attention”                                                               | H. Jackman                                                                          | 1:03                                                                                |
| 18.                                                                                 | „Fraying Edges”                                                                     | H. Jackman                                                                          | 2:04                                                                                |
| 19.                                                                                 | „Take One For the Team”                                                             | H. Jackman                                                                          | 2:21                                                                                |
| 20.                                                                                 | „Unnecessary Use of Force”                                                          | H. Jackman                                                                          | 1:48                                                                                |
| 21.                                                                                 | „Prison Break”                                                                      | H. Jackman                                                                          | 4:41                                                                                |
| 22.                                                                                 | „A Marriage of Convenience”                                                         | H. Jackman                                                                          | 0:32                                                                                |
| 23.                                                                                 | „A Pure Heart”                                                                      | H. Jackman                                                                          | 1:48                                                                                |
| 24.                                                                                 | „Low Town”                                                                          | H. Jackman                                                                          | 1:24                                                                                |
| 25.                                                                                 | „Attack, Soldier!”                                                                  | H. Jackman                                                                          | 1:47                                                                                |
| 26.                                                                                 | „Breaking Character”                                                                | H. Jackman                                                                          | 2:29                                                                                |
| 27.                                                                                 | „Bad Science”                                                                       | H. Jackman                                                                          | 3:30                                                                                |
| 28.                                                                                 | „Masked Man”                                                                        | H. Jackman                                                                          | 1:20                                                                                |
| 29.                                                                                 | „Dissent and Disillusionment”                                                       | H. Jackman                                                                          | 1:08                                                                                |
| 30.                                                                                 | „Radicalized”                                                                       | H. Jackman                                                                          | 1:19                                                                                |
| 31.                                                                                 | „Star Spangled Man”                                                                 | A. Menken                                                                           | 1:44                                                                                |
|                                                                                     |                                                                                     |                                                                                     | 58:54                                                                               |

| The Falcon and the Winter Soldier: Vol. 2 – Episodes 4–6 Original Soundtrack – 2021 | The Falcon and the Winter Soldier: Vol. 2 – Episodes 4–6 Original Soundtrack – 2021 | The Falcon and the Winter Soldier: Vol. 2 – Episodes 4–6 Original Soundtrack – 2021 | The Falcon and the Winter Soldier: Vol. 2 – Episodes 4–6 Original Soundtrack – 2021 |
| Nr                                                                                  | Tytuł utworu                                                                        | Autor                                                                               | Długość                                                                             |
| ----------------------------------------------------------------------------------- | ----------------------------------------------------------------------------------- | ----------------------------------------------------------------------------------- | ----------------------------------------------------------------------------------- |
| 1.                                                                                  | „Louisiana Hero (Reprise)”                                                          | H. Jackman                                                                          | 3:22                                                                                |
| 2.                                                                                  | „You’re Free”                                                                       | H. Jackman                                                                          | 1:58                                                                                |
| 3.                                                                                  | „Master Manipulator”                                                                | H. Jackman                                                                          | 1:03                                                                                |
| 4.                                                                                  | „Once More Into the Fray”                                                           | H. Jackman                                                                          | 2:52                                                                                |
| 5.                                                                                  | „Live Accordingly”                                                                  | H. Jackman                                                                          | 1:51                                                                                |
| 6.                                                                                  | „Mêlée à Trois”                                                                     | H. Jackman                                                                          | 1:03                                                                                |
| 7.                                                                                  | „A Losing Battle”                                                                   | H. Jackman                                                                          | 1:04                                                                                |
| 8.                                                                                  | „Passacaglia”                                                                       | H. Jackman                                                                          | 2:44                                                                                |
| 9.                                                                                  | „Relieved of Duty”                                                                  | H. Jackman                                                                          | 2:25                                                                                |
| 10.                                                                                 | „Sokovian Memorial”                                                                 | H. Jackman                                                                          | 1:56                                                                                |
| 11.                                                                                 | „Isaiah Bradley”                                                                    | H. Jackman                                                                          | 3:41                                                                                |
| 12.                                                                                 | „Backstory”                                                                         | H. Jackman                                                                          | 1:51                                                                                |
| 13.                                                                                 | „Real Partners”                                                                     | H. Jackman                                                                          | 1:33                                                                                |
| 14.                                                                                 | „Home Truths”                                                                       | H. Jackman                                                                          | 2:25                                                                                |
| 15.                                                                                 | „Opening Gambit”                                                                    | H. Jackman                                                                          | 3:05                                                                                |
| 16.                                                                                 | „Leading the Charge”                                                                | H. Jackman                                                                          | 2:41                                                                                |
| 17.                                                                                 | „Flag Smasher Fight”                                                                | H. Jackman                                                                          | 1:46                                                                                |
| 18.                                                                                 | „Fall from Grace”                                                                   | H. Jackman                                                                          | 3:02                                                                                |
| 19.                                                                                 | „Elegy”                                                                             | H. Jackman                                                                          | 1:53                                                                                |
| 20.                                                                                 | „Captain America”                                                                   | H. Jackman                                                                          | 3:27                                                                                |
| 21.                                                                                 | „An Unbalanced Mind”                                                                | H. Jackman                                                                          | 2:11                                                                                |
| 22.                                                                                 | „Into the Tunnels”                                                                  | H. Jackman                                                                          | 1:49                                                                                |
| 23.                                                                                 | „Making Amends”                                                                     | H. Jackman                                                                          | 3:51                                                                                |
| 24.                                                                                 | „Never Forget”                                                                      | H. Jackman                                                                          | 2:07                                                                                |
| 25.                                                                                 | „Epilogue”                                                                          | H. Jackman                                                                          | 0:52                                                                                |
| 26.                                                                                 | „On and On”                                                                         | C. Harding                                                                          | 4:01                                                                                |
|                                                                                     |                                                                                     |                                                                                     | 1:00:33                                                                             |

## Promocja

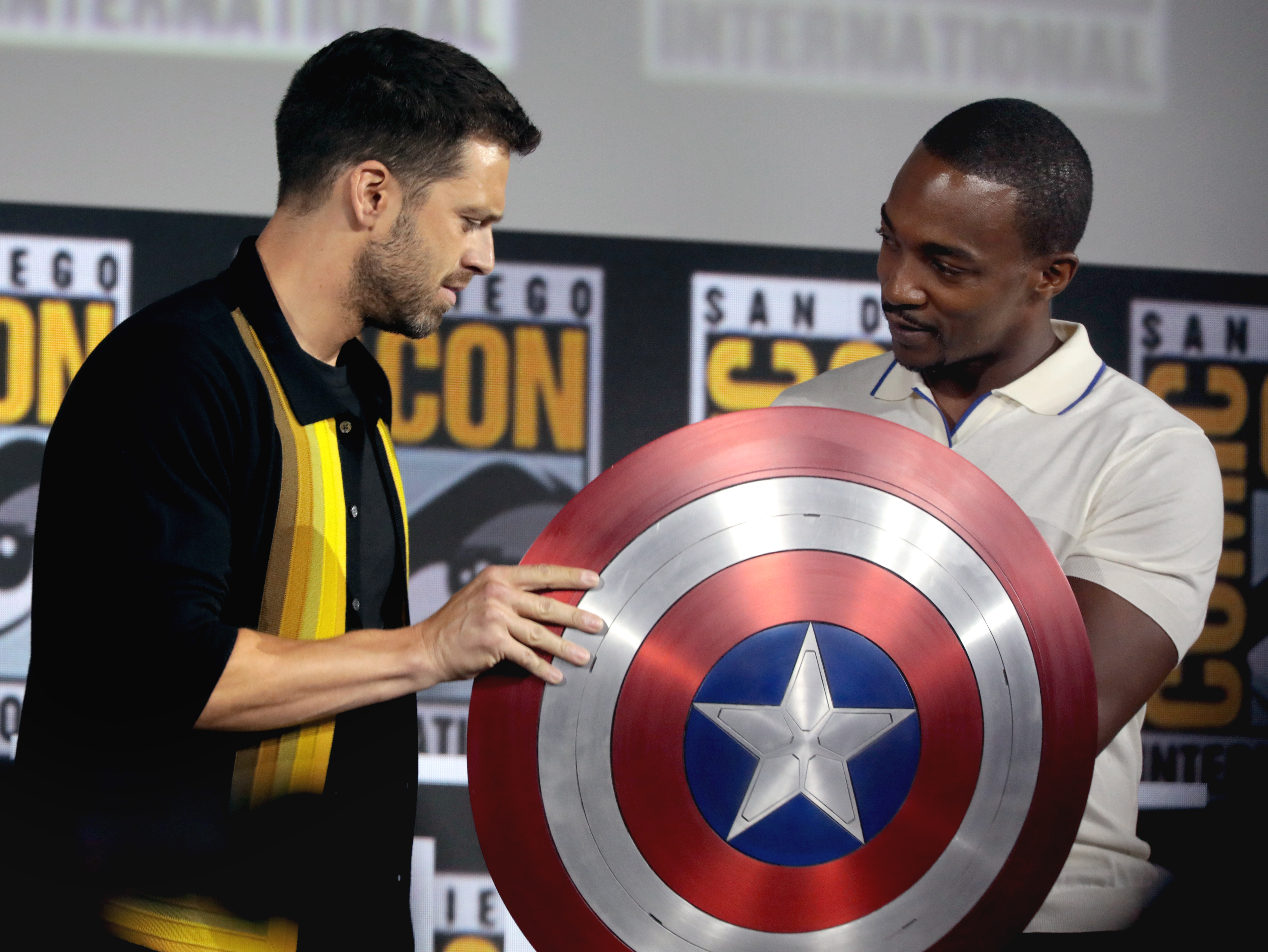
Sebastian Stan i Anthony Mackie podczas San Diego Comic-Conu 2019

Anthony Mackie i Sebastian Stan pojawili się na panelu Marvel Studios na San Diego Comic-Conie w lipcu 2019 roku. Została wówczas pokazana także krótka zapowiedź, pokazująca Daniela Brühla jako Zemo. Miesiąc później Mackie i Stan pojawili się razem z Kari Skogland, Malcomem Spellmanem, Emily VanCamp i Wyattem Russellem podczas D23 Expo. W grudniu Kevin Feige pokazał pierwsze zdjęcia z serialu publiczności podczas Comic Con Experience. Podczas Super Bowl LIV został pokazany wspólny spot reklamujący seriale The Falcon and the Winter Soldier, WandaVision i Loki. 10 grudnia 2020 roku podczas Disney Investor Day zaprezentowano pierwszy zwiastun serialu. 7 lutego 2021 roku podczas Super Bowl LV pokazano spot zapowiadający drugi zwiastun serialu, który został zaprezentowany tego samego dnia. Zwiastun ten został obejrzany 125 milionów razy w ciągu pierwszych 24 godzin.
5 marca 2021 roku na Disney+ pojawiły się dwa odcinki serialu dokumentalnego Legendy Marvela przypominające historię Sama Wilsona i Bucky’ego Barnesa w MCU. Natomiast 12 marca dwa kolejne, ukazujące drogę Helmuta Zemo i Sharon Carter. Również w marcu pojawiła się wspólna reklama promująca serial i Xbox Series X/S. W reklamie tej Mackie powtórzył swoją rolę Sama Wilsona. Wystąpił w niej również DC Pierson, który wystąpił w filmie Kapitan Ameryka: Zimowy żołnierz (2014) jako Aaron, sprzedawca w Apple Store. 15 marca pokazano ostateczny zwiastun serialu. Na początku stycznia uruchomiony został program „Marvel Must Haves”, który promował różne gadżety związane z serialem, w tym: zabawki, gry, książki i ubrania. Podczas emisji serialu w każdy poniedziałek do połowy kwietnia prezentowane były nowe produkty. 18 marca odbyło się Virtual Launch Event w Los Angeles Air Force Base. 30 kwietnia na Disney+ pojawił się odcinek serialu dokumentalnego Assembled – The Making of The Falcon and the Winter Soldier, który ukazuje kulisy powstania serialu. W czerwcu Hyundai Motor Company wyemitowało kilka reklam modelu Hyundai Tucson we współpracy z Marvelem. W jednej z nich Mackie powtórzył rolę Sama Wilsona / Kapitana Ameryki. Na początku sierpnia Hasbro wydało serialową wersję gry Monopoly.

## Odbiór

### Oglądalność
Disney+ poinformowało, że odcinek Nowy ład był najchętniej oglądanym premierowym odcinkiem serialu w historii w serwisu w weekend otwarcia wyprzedzając WandaVision i drugi sezon serialu The Mandalorian. Ponadto Falcon i Zimowy Żołnierz był w tym czasie najchętniej oglądanym serialem na świecie na Disney+, w tym na Disney+ Hotstar. Samba TV podała, że 1,7 miliona gospodarstw domowych w Stanach Zjednoczonych obejrzało pierwszy odcinek serialu w weekend otwarcia.

### Krytyka w mediach
Serial spotkał się z pozytywną reakcją krytyków. W serwisie Rotten Tomatoes 84% z 334 recenzji uznano za pozytywne, a średnia ocen wystawionych na ich podstawie wyniosła 7,25/10. Na portalu Metacritic średnia ważona ocen z 32 recenzji wyniosła 74 punkty na 100.
Zaki Hasan z „San Francisco Chronicle” ocenił Falcona i Zimowego Żołnierza jako „fascynujące spojrzenie na wewnętrzne życie tych bohaterów, które nie zostało pokazane w filmach”. Tasha Robinson z portalu Polygon napisała, że „daleko mu do idealnego serialu, ale zawierał momenty emocji i połączenia, których często brakowało w MCU jako całości”. Sophie Gilbert z „The Atlantic” stwierdziła, że „być może Falcon i Zimowy Żołnierz zmagał się z określeniem swojego tonu [...] Ale jego zaangażowanie w nadrzędny temat amerykańskich bohaterów i niebezpieczeństwa wyjątkowości pozostał niezachwiany”. Benjamin Lee z The Guardian ocenił serial jako „konwencjonalną, ale w większości zabawną przygodę akcji”. Leonardo Adrian Garcia z Indie Wire napisał, że „Falcon i Zimowy Żołnierz to ważna pozycja w MCU zajmująca się rasizmem instytucjonalnym i ciemną stroną patriotyzmu, ale nie wykorzystująca mechanizmu długiej narracji, by właściwie ujawnić te prawdy”. Matt Purslow z IGN stwierdził, że jest to poważna, przemyślana i politycznie naładowana historia, która umiejętnie bada kwestie rasizmu, obowiązku i dziedzictwa w sposób idealnie dopasowany do stylu Filmowego Uniwersum Marvela. Darren Franich z „Entertainment Weekly” napisał, że „chce wierzyć, że ten straszny, sześcioczęściowy film akcji był tylko niepotrzebną historią genezy, bardzo długim prologiem nowego rodzaju przygody o pierwszej trudnej podróży czarnoskórego Kapitana Ameryki przez trudny świat”.
Radosław Krajewski z Gram.pl stwierdził, że „serial ma sporo wad i nie zachwyca tak, jakby mógł, ale to kawał porządnego serialu, który z powodzeniem zawojowałby kina”. Piotr Piskozub z NaEkranie.pl podsumował, że „cudownie jest pojąć, że wszechwładne Marvel Studios coraz częściej spogląda w stronę zapomnianych ulic, mniejszości, małych społeczności zmagających się z trudami życia, zagubionych”. Wojtek Smoła z IGN Polska ocenił, że „przygody Sama i Bucky’ego odznaczają się bardzo wartką i widowiskową akcją. Niestety, nie jest to seans, po który koniecznie muszą sięgnąć fani kinowych projektów Marvela”.

### Nagrody i nominacje
| Rok  | Ceremonia                                 | Kategoria                                                                  | Nominowani | Rezultat  | Przypis |
| ---- | ----------------------------------------- | -------------------------------------------------------------------------- | --- | --------- | ------- |
| 2021 | MTV Movie & TV Awards                     | Najlepszy bohater                                                          | Anthony Mackie | Wygrana   | [ 151 ] |
| 2021 | MTV Movie & TV Awards                     | Najlepszy duet                                                             | Anthony Mackie, Sebastian Stan | Wygrana   | [ 151 ] |
| 2021 | Black Reel Awards                         | Najlepszy serial dramatyczny                                               | Malcolm Spellman | Nominacja | [ 152 ] |
| 2021 | Black Reel Awards                         | Najlepszy aktor w serialu dramatycznym                                     | Anthony Mackie | Nominacja | [ 152 ] |
| 2021 | Black Reel Awards                         | Najlepszy występ gościnny aktora w serialu dramatycznym                    | Carl Lumbly | Nominacja | [ 152 ] |
| 2021 | Black Reel Awards                         | Najlepszy występ gościnny aktorki w serialu dramatycznym                   | Florence Kasumba | Nominacja | [ 152 ] |
| 2021 | Black Reel Awards                         | Najlepszy scenariusz w serialu dramatycznym                                | Malcolm Spellman (za odcinek „Nowy ład”) | Nominacja | [ 152 ] |
| 2021 | Gold Derby Television Awards              | Najlepszy aktor w serialu dramatycznym                                     | Sebastian Stan | Nominacja | [ 153 ] |
| 2021 | Gold Derby Television Awards              | Najlepszy aktor drugoplanowy w serialu dramatycznym                        | Daniel Brühl | Nominacja | [ 153 ] |
| 2021 | Gold Derby Television Awards              | Najlepszy aktor drugoplanowy w serialu dramatycznym                        | Wyatt Russell | Nominacja | [ 153 ] |
| 2021 | Gold Derby Television Awards              | Najlepszy występ gościnny aktorki w serialu dramatycznym                   | Julia Louis-Dreyfus | Nominacja | [ 153 ] |
| 2021 | Hollywood Critics Association TV Awards   | Najlepszy aktor w serialu dramatycznym (streaming)                         | Anthony Mackie | Nominacja | [ 154 ] |
| 2021 | Hollywood Critics Association TV Awards   | Najlepszy aktor drugoplanowy w serialu dramatycznym (streaming)            | Daniel Brühl | Nominacja | [ 154 ] |
| 2021 | Hollywood Critics Association TV Awards   | Najlepszy aktor drugoplanowy w serialu dramatycznym (streaming)            | Wyatt Russell | Nominacja | [ 154 ] |
| 2021 | Primetime Creative Arts Emmy Awards       | Najlepszy montaż dźwięku w serialu komediowym lub dramatycznym (godzinnym) | Andrea Gard, Anele Onyekwere, Bonnie Wild, Daniel Pinder, Devon Kelley, Frank Rinella, James Spencer, Kimberly Patrick, Larry Oatfield, Matthew Wood, Richard Quinn, Ronni Brown, Steve Slanec, Teresa Eckton (za odcinek „Jeden świat, jeden naród”) | Nominacja | [ 155 ] |
| 2021 | Primetime Creative Arts Emmy Awards       | Najlepsze efekty specjalne w sezonie lub filmie telewizyjnym               | Eric Leven, Mike May, John Haley, Daniel Mellitz, Chris Waegner, Charles Tait, Sébastien Francoeur, Chris Morley, Mark LeDoux | Nominacja | [ 155 ] |
| 2021 | Primetime Creative Arts Emmy Awards       | Najlepsza koordynacja występów kaskaderskich                               | Hank Amos, Dave Macomber | Nominacja | [ 155 ] |
| 2021 | Primetime Creative Arts Emmy Awards       | Najlepszy występ kaskaderski                                               | John Nania, Aaron Toney, Justin Eaton (za odcinek „Prawda”) | Nominacja | [ 155 ] |
| 2021 | Primetime Emmy Awards                     | Najlepszy gościnny występ aktora w serialu dramatycznym                    | Don Cheadle | Nominacja | [ 156 ] |
| 2021 | Hollywood Professional Association Awards | Najlepsze efekty specjalne w produkcji epizodycznej                        | Johannes Bresser, Mark Smith, Alexia Cui, Paul Jenness, Sebastian Bommersheim (za odcinek „Nowy ład”) | Nominacja | [ 157 ] |
| 2021 | People’s Choice Awards                    | Ulubiony serial fantastycznonaukowy lub fantasy                            | Falcon i Zimowy Żołnierz | Nominacja | [ 158 ] |
| 2021 | People’s Choice Awards                    | Ulubiony aktor telewizyjny                                                 | Anthony Mackie | Nominacja | [ 158 ] |
| 2022 | Nagroda Gildii Aktorów Ekranowych         | Najlepszy zespół kaskaderski w serialu telewizyjnym                        | Falcon i Zimowy Żołnierz | Nominacja | [ 159 ] |
| 2022 | VES Awards                                | Najlepsza kompozycja i oświetlenie w odcinku serialu                       | Nathan Abbot, Beck Veitch, Markus Reithoffer, James Alduos | Nominacja | [ 160 ] |
| 2022 | Critics’ Choice Super Awards              | Najlepszy aktor w serialu o superbohaterach                                | Anthony Mackie | Nominacja | [ 161 ] |
| 2022 | Saturn Awards                             | Najlepszy aktor w serialu dla mediów strumieniowych                        | Anthony Mackie | Nominacja | [ 162 ] |

## Kontynuacja
W kwietniu 2021 roku poinformowano, że przygotowywany jest czwarty film o Kapitanie Ameryce. Za jego scenariusz odpowiadać mają Malcolm Spellman i Dalan Musson, którzy pracowali przy serialu. W sierpniu ujawniono, że Anthony Mackie zagra tytułową rolę jako Sam Wilson / Kapitan Ameryka. W lipcu 2022 roku poinformowano, że Julius Onah zajmie się reżyserią. Film został oficjalnie zapowiedziany w tym samym miesiącu. We wrześniu poinformowano, że głównym złoczyńcą będzie Tim Blake Nelson jako Samuel Sterns / The Leader, który powtórzy swoją rolę z filmu Incredible Hulk (2008). Wyjawiono również, że z serialu powrócą Carl Lumbly jako Isaiah Bradley i Danny Ramirez jako Joaquin Torres; do obsady dołączyła także Szira Has jako Sabra.